# Pardosa sagei
Pardosa sagei là một loài nhện trong họ Lycosidae.
Loài này thuộc chi Pardosa. Pardosa sagei được Willis J. Gertsch & Alfred Russel Wallace miêu tả năm 1937.